# SMS Nymphe (1863)
SMS Nymphe est une corvette à pont lisse de la marine prussienne et de la marine impériale. C'est le premier navire selon le projet officiel de 1861 (classe Nymphe) qui est acheté pour le service à l'étranger. En 1864, elle participe au combat de Rügen. En 1865/66 suit une mission en Méditerranée, puis en 1870 la bataille navale dans le Putziger Wiek (de) avec des unités françaises au large de Dantzig. De 1871 à 1874, la corvette est principalement dans le Pacifique. De 1874 à 1885, d'autres missions ont lieu en tant que navire-école pour les mousses de la marine impériale. En 1887, le navire-école Nymphe est rayé de la liste de la flotte. La coque est utilisée à Kiel comme navire de formation pour les machinistes jusqu'en 1891, date à laquelle elle est démantelée.

## Histoire
La SMS Nymphe est lancé le 15 avril 1863 par le chantier naval royal de Dantzig. C'est la première des deux corvettes à pont lisse de la classe Nymphe. Son navire jumeau, la SMS Medusa (de) est également lancé en 1864 au chantier naval de Dantzig. La décision de construire les petites corvettes est prise en 1861, alors que l'acquisition des cinq grandes frégates à hélice de la classe Arcona n'était pas encore terminée. Le chantier naval de Dantzig doit réaliser la construction, à l'exception du système de propulsion, à partir de matériaux de construction et de pièces fabriqués localement.
Les navires sont nommés d'après des personnages de la mythologie grecque. Les nymphes sont des divinités féminines de la nature. Les nouvelles corvettes à coque en bois déplacent 1202 tonnes avec un équipement complet, mesurent 64,9 m de long et 10,2 m de large. Elles disposent d'une machine à vapeur à expansion pour une vitesse de 12 nœuds (kn) et sont gréés comme un navire à gréement complet d'une surface de voilure de 1500 m². La Nymphe est initialement armé de 10 canons lisses de 36 livres et de six canons rayés de 12 livres.
La Nymphe, achevée à l'automne 1863, effectue plusieurs essais de fonctionnement de novembre 1863 à janvier 1864, au cours desquels principalement des techniciens et des chauffeurs des constructeurs britanniques doivent faire fonctionner la machine. Le nouveau navire est ensuite déplacé à Swinemünde afin de pouvoir être utilisé plus rapidement contre le Danemark si nécessaire.

### Premières missions
La première mise en service eut lieu le 20 février 1864. La nouvelle corvette rejoignit l'escadre formée sous le capitaine de vaisseau Jachmann. Son avancée avec les corvettes Arcona et Nymphe, l'aviso Loreley et cinq canonnières à vapeur conduit le 17 mars au combat de Rügen. Lors du combat avec le cuirassé danois Skold, les frégates Själland et Tordenskjold, et les corvettes Heimdal et Thor, la Nymphe est touchée 19 fois dans la coque et environ 50 fois dans le gréement. Deux hommes sont morts et quatre autres sont grièvement blessés. Les dommages peuvent être rapidement réparés et la corvette reste opérationnelle jusqu'à la fin de la guerre et participe à plusieurs avancées sans toucher l'ennemi.

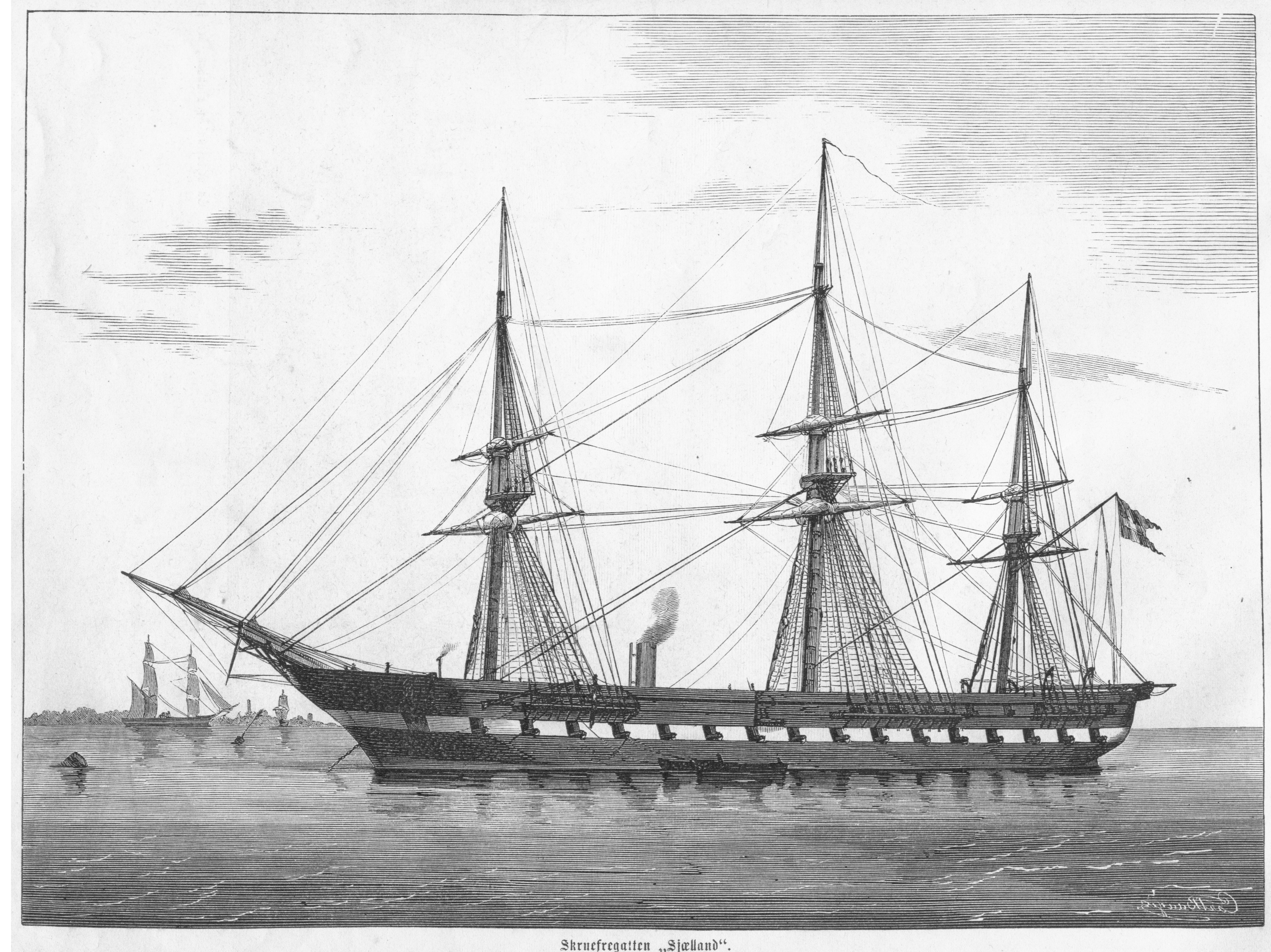
La frégate à hélice danoise Själland

Après des essais en mer Baltique, la corvette Nymphe escorte le 6 août 1865 la canonnière Delphin (de) en Méditerranée orientale. Le Delphin est destiné à servir de navire-station à Constantinople. La corvette transporte le canon de 15 cm de la canonnière et le remorque parfois pendant le voyage. Dans la mer Égée, le 22 septembre, Nymphe remet le canon au Delphin. Pendant ce voyage, l'éruption de Santorin est observée. En raison des tensions croissantes avec l'Autriche, les deux navires commencent leur voyage de retour en mars 1866 et sont arrivés à Geestemünde à la mi-juillet et rejoignent la flottille de la mer du Nord. Le 31 janvier 1867, la Nymphe est retirée du service dans le nouveau dépôt naval de Geestemünde. En avril, le navire se déplace en mer Baltique, visite Kiel et Dantzig et est à nouveau retiré du service le 5 août 1868 en raison du mauvais état des chaudières et des réparations urgentes.
Lors de la mobilisation à l'occasion de la guerre franco-prussienne, la Nymphe est remise en service le 21 juillet 1870 pour défendre Dantzig. Dès le 22 août, une unité française composée de trois corvettes blindées de classe Alma et d'un aviso fait son apparition dans la baie de Dantzig. Le commandant de la Nymphe décide de lancer une attaque surprise de nuit contre les Français et tire à courte distance sur la corvette blindée Thetis, qui riposte. Les deux camps n'obtiennent aucun résultat et la Nymphe peut se retirer à temps. Les Français se sont retirés car ils voient peu de possibilités d'utilisation pour leurs navires à grande profondeur. En raison de sa faible vitesse, la Nymphe ne semble pas adaptée à une éventuelle utilisation dans la guerre des croiseurs contre la France et est donc retirée du service le 25 août 1870. L'équipage prend possession de l'Augusta fin octobre.

### Déployé sur la station d'Asie de l'Est
Le 1er juin 1871, le SMS Nymphe est mis en service. La corvette est destinée à remplacer son navire jumeau Medusa (de) en Asie de l'Est et prend la mer le 20 juillet à Kiel. Via le Brésil, où à Rio de Janeiro la poursuite du voyage est retardée de 14 jours en raison de l'arrestation de quelques marins, le voyage se poursuit jusqu'au Cap le 4 novembre. Alors que le séjour prolongé à Rio en raison de l'arrestation de marins faillit déclencher l'intervention d'une unité navale contre le Brésil, la Nymphe quitte Le Cap de manière imprévue dès le 22 novembre afin d'éviter de nouvelles pertes d'équipage, car neuf membres d'équipage, dont un cadet de la marine, ont déserté. En passant par des ports australiens, la corvette se dirige vers Levuka, le principal port des îles Fidji à l'époque. Début mars 1872, le commandant négocie avec des chefs indigènes et des Allemands résidents une protection de l'Empire, que le chancelier refuse. Le 15 mars, la corvette est arrivée à Apia en mars. Afin de régler les litiges et de faire valoir les revendications allemandes, des soldats de la mer sont déployés sur différentes îles des Samoa.
Fin mars, le navire poursuit son voyage vers le Japon et est arrivé à Yokohama, prenant ainsi la relève du Hertha sur place. Jusqu'à la fin de l'année, le nouveau navire de la station visite encore plusieurs ports japonais et russes et est arrivé à Hong Kong pour Noël.
Au printemps, la Nymphe entreprend son voyage habituel vers le sud. Le 14 mars 1873, après avoir visité Singapour, la majeure partie de l'équipage tombe malade à cause d'une infection. Le navire fait alors escale à Bornéo pour faire valoir les exigences financières d'une société allemande. Le voyage se poursuit jusqu'à Jolo dans l'archipel de Sulu, qui appartient formellement à l'Espagne. Le sultan local aurait été intéressé par une protection allemande. Le commandant von Blanc (de) transmet le souhait à Berlin; le gouvernement impérial refuse. Le 11 avril, la corvette reprend la mer pour Singapour, puis pour la rade de Paknam avant Bangkok. Le commandant se rend dans la capitale avec des officiers d'accompagnement et un corps de débarquement pour remettre l'ordre de l'Aigle noir à Rama V, le roi du Siam, au nom de l'empereur. Le 16 mai, le voyage se poursuit afin de trouver un emplacement pour une station de charbon destinée au trafic allemand en Asie orientale. Ni les îles Anambas au nord-est de Singapour, ni l'île chinoise de Hainan, ni les îles de Zhoushan au large de la baie de Hangzhou ne s'avèrent appropriées. Pendant la recherche d'un lieu approprié, la Nymphe s'échoue sur un récif corallien, mais se libére par ses propres moyens. Le 10 octobre 1873, la corvette entame son voyage de retour vers le Japon. Le voyage de retour vers l'Allemagne se fait par le Pacifique jusqu'à San Francisco et le long de la côte ouest américaine. Le 11 février 1874, la Nymphe passe le cap Horn. Peu avant d'atteindre son port d'attache, la Nymphe heurte un rocher au large de Langeland, d'où elle se dégage avec l'aide des navires-écoles Arminius et Nautilus (de), et entre à Kiel le 12 mai, où elle est retirée du service le 20 mai 1874 La Nymphe est ainsi le premier navire de guerre de la marine impériale à effectuer un tour du monde et, après le Vineta, le deuxième navire de la marine royale prussienne à le faire.

### Utilisation comme navire-école
Dès le 1er juin 1874, la corvette est remise en service comme navire-école. Elle navigue sur la mer Baltique avec les bricks Undine (de) et Musquito, puis est mise à la disposition du maréchal prussien le prince Frédéric-Charles lors de visites d'État à Copenhague et à Stockholm. Après avoir participé à une parade navale devant l'empereur, la Nymphe est retirée du service le 15 octobre 1874 à Dantzig pour une réparation de fond. Ces travaux prennent toute l'année 1875.
Le 1er avril 1876, le Nymphe est remis en service comme navire-école pour mousses. Le grand voyage de formation mène en Amérique du Sud jusqu'à Montevideo, où un monument est érigé fin octobre à Paysandú sur le Río Uruguay, à la mémoire d'un consul allemand assassiné quelques années auparavant. Le navire-école longe la côte est du continent vers le nord jusqu'à Halifax et retourne à Kiel le 10 septembre 1877, où il est désarmé le 27.
Le 1er avril 1878, le SMS Nymphe reprit du service en tant que navire-école de moussaillon et resta en mer Baltique jusqu'à la mi-juillet, date à laquelle il commence son long voyage à l'étranger, qui l'emmène au sud de Rio de Janeiro. À partir de janvier 1879, la corvette est déployée au large des côtes vénézuéliennes pour apporter un soutien aux Allemands locaux pendant les troubles révolutionnaires. Elle sert également de médiateur entre les parties de la guerre civile et transporte une délégation gouvernementale de Puerto Cabello à La Guaira pour négocier avec les insurgés. Après l'arrivée de la corvette blindée Hansa (de), la Nymphe poursuit ses activités d'entraînement. Finalement, le navire-école pour garçons de mer retourne à Kiel via les ports américains et Halifax, où il arrive le 12 septembre 1879. Lors de la visite du chef de l'amirauté, von Stosch, la Nymphe est jetée sur la plage par une rafale soudaine dans la baie de Wiker, près du port naval de Kiel. Deux remorqueurs parviennent à faire repartir la corvette, qui est transférée à Dantzig et désarmée comme prévu le 30 septembre 1879 afin d'effectuer la rénovation de la chaudière dans le chantier naval impérial.
Le 3 avril 1880, la SMS Nymphe reprend du service en tant que navire-école pour garçons et reste d'abord en mer Baltique. Le 12 juillet, il commence son grand voyage à l'étranger. Sa première étape est Copenhague, où le navire-école est visité par des officiers spécialisés danois. Le voyage scolaire se déroule notamment dans les Caraïbes. À Puerto Cabello, le navire est visité par le président du Venezuela Antonio Guzmán Blanco. Sur le chemin du retour, une visite est effectuée à Hampton Roads par la famille du président américain James A. Garfield, grièvement blessé lors d'une tentative d'assassinat, et par le vice-président Chester A. Arthur. Le 3 octobre 1881, le navire rapatrié est à nouveau retiré du service à Dantzig.
Le 1er avril 1882, le SMS Nymphe reprend du service comme navire-école de garçons de mer et commence le 15 juillet son grand voyage à l'étranger en Méditerranée. En raison de la situation agitée en Égypte, un navire supplémentaire doit être mis à la disposition des unités navales actives. Après avoir visité un grand nombre de ports levantins, le navire reste un certain temps dans la baie de Souda au nord de la Crète près de La Canée. En raison d'une épidémie de typhus, le navire doit faire deux fois escale à Malte. Après la deuxième épidémie, le commandant fait évacuer complètement le navire fin décembre 1882 et désinfecter le bateau. Ce n'est que le 26 février que le navire-école est à nouveau opérationnel. Il visite encore des ports grecs. Au Pirée, il reçoit une visite royale du roi grec George Ier. À Lisbonne, un autre roi, le roi Louis Ier, rend visite à la Nymphe qui arrive à Kiel le 6 septembre et est retirée du service le 29 septembre 1882 
Le 1er avril 1884, la SMS Nymphe est entrée pour la dernière fois au service de la marine impériale. Classé comme navire-école de garçons de mer et désormais comme corvette de croisière, elle effectue à nouveau de courtes croisières sur la mer Baltique et commence le 16 juillet un grand voyage à l'étranger vers les Indes occidentales. De fin février à fin mars 1885, la Nymphe se trouve au large de Sabanilla, sur la côte des Caraïbes, pendant une révolution en Colombie. Début septembre, le navire-école revient au pays et participe encore aux manœuvres de l'escadre d'entraînement. Le 7 octobre 1885, le navire est retiré du service. Une nouvelle utilisation de l'ancien navire aurait presque signifié une nouvelle construction. C'est ainsi que la SMS Nymphe est finalement rayée de la liste des navires de guerre le 21 juillet 1887, presque six ans après son navire jumeau plus jeune, la Medusa. La coque est utilisée par la Ie division des marins pour la formation des machinistes jusqu'en 1891, puis vendue aux enchères et à la démolition .

## Commandants
| Février – septembre 1864      | KL/KK Reinhold Werner          | 1825–1909 | plus tard Vizeadmiral |
| Septembre 1864 – juillet 1865 | KL Franz Kinderling            | 1820–1895 | Vizeadmiral           |
| Juillet 1865 – octobre 1866   | KK Ludwig von Henk (de)        | 1820–1894 | Vizeadmiral           |
| Octobre 1866 – janvier 1867   | KK Aneker Schau (de)           | 1813–1872 | KzS                   |
| Avril – août 1867             | KL/KK Franz Kinderling         |           |                       |
| Juillet – octobre 1870        | KK Johannes Weickhmann (de)    | 1819–1897 | KzS                   |
| Juin 1871 – mai 1874          | KK Louis von Blanc (de)        | 1832–1903 | Admiral               |
| Juin – septembre 1874         | KK Johann Heinrich Pirner      | 1834–1908 | Vizeadmiral           |
| Septembre/octobre 1874        | KL Max Plüddemann (de) (i. V.) | 1846–1910 | Konteradmiral         |
| Avril 1876 – septembre 1877   | KK Philipp von Kall            | 1840–1899 | Vizeadmiral           |
| Avril 1878 – septembre 1879   | KK Victor Sattig               | 1843–1883 | KzS                   |
| Avril 1880 – octobre 1881     | KK/KzS Wilhelm Schröder        | 1842–1908 | Vizeadmiral           |
| Avril 1882 – septembre 1883   | KK Conrad Dietert (de)         | 1844–1906 | Konteradmiral         |
| Avril 1884 – octobre 1885     | KK/KzS Ernst von Reiche        | 1840–1912 | Vizeadmiral           |